# Mireille Calmel
 (septembre 2012).
Si vous disposez d'ouvrages ou d'articles de référence ou si vous connaissez des sites web de qualité traitant du thème abordé ici, merci de compléter l'article en donnant les références utiles à sa vérifiabilité et en les liant à la section « Notes et références ».
Pour les articles homonymes, voir Calmel.

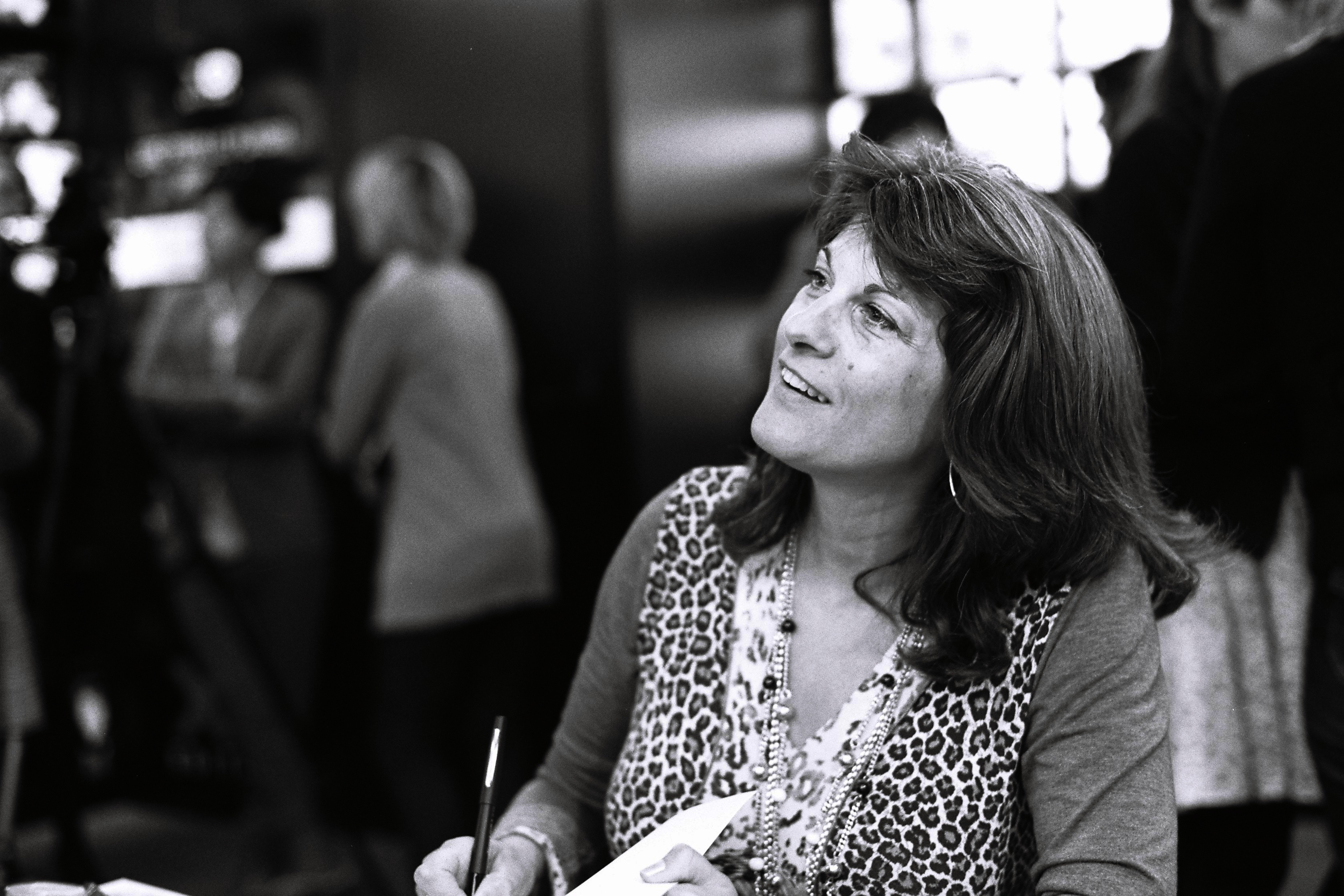
Mireille Calmel au salon du livre de Paris 2012

Mireille Rouchon connue sous le nom de plume Mireille Calmel, née le 8 décembre 1964 à Martigues, est une écrivaine française.

## Biographie
En sortant de l'hôpital, à l'âge de quinze ans, Mireille Calmel écrit son premier roman. Elle enchaîne aussitôt sur l'écriture d'Angéline, texte qu'elle publia à compte d'auteur en 1981. Une de ses amies lui propose huit ans plus tard d'adapter son livre à la scène. La pièce ne fut jamais jouée mais, lancée, l'écrivain en produit alors plusieurs autres dédiées au jeune public.
Installée à Saint-Christoly-de-Blaye après sa séparation d'avec son mari, elle donne des cours de théâtre mais, les fins de mois étant difficiles, elle se lance dans un projet d'insertion lié à la littérature ; soutenue par un ami croyant en ses écrits, et surtout par ses enfants, elle décide d'entamer la rédaction d'un livre sur Aliénor d'Aquitaine, sujet qui l'obsède depuis 1993.
Cependant, en 1997, elle se voit confier la création et la mise en scène d'un spectacle mêlant théâtre, chant et danse par le maire de Saint-Martin-Lacaussade. Le projet est un vif succès, et le ministère de la Culture dépose le texte aux Archives Nationales. Mireille Calmel décide alors d'arrêter d'enseigner le théâtre, et tout en poursuivant ses recherches pour l'écriture de son livre, donne des concerts et spectacles de body-painting - elle devient par la suite intermittente du spectacle.
En 1998, elle achève la première version de son livre et, un an plus tard, se lance à la recherche d'un éditeur. Elle obtient le soutien de la région Aquitaine, mais essuie des refus auprès de maisons d'édition telles que Plon, les Éditions du Rocher ou encore Robert Laffont. Toutefois, le directeur de XO Éditions repère son texte et lui fait signer un contrat. C'est également grâce à lui et à la chanson qu'il fredonna en sa présence que Mireille Calmel trouva le titre définitif de son roman, Le Lit d'Aliénor.
Originellement prévue pour le mois de septembre 1999, la sortie officielle dut être repoussée à la suite d'un contrat signé avec France Loisirs, qui voulait sortir Le Lit d'Aliénor en avant-première et, en partenariat avec des éditeurs de toute l'Europe, souhaitait le publier en neuf langues.
Aujourd'hui, ses livres sont publiés dans une quinzaine de pays européens et elle compte plus de 11 millions de lecteurs.
Elle fait aussi partie de la Ligue de l'Imaginaire.

### Télévision
En 2015, elle participe à l'émission Secrets d'Histoire consacrée à Aliénor d'Aquitaine, intitulée Aliénor d'Aquitaine, une rebelle au Moyen Âge, diffusée le 11 août 2015 sur France 2.

## Œuvres

### Romans historiques

#### Cycle Aliénor
- 1137 - Le Lit d'Aliénor, XO éditions, 2002, 843 p.  (ISBN 978-2-84563-041-3)

Aliénor
- 1154 - Le Règne des Lions. Tome 1, XO éditions, 2011, 396 p.  (ISBN 978-2-84563-514-2)[5]
- 1172 - L'Alliance brisée. Tome 2, XO éditions, 2012, 484 p.  (ISBN 978-2-84563-515-9)

Loanna de Grimwald
- Contemporain et XIIe - La Rivière des âmes, XO éditions, 2007, 304 p.  (ISBN 978-2-84563-286-8)

Richard Cœur de Lion
- 1189 - L'Ombre de Saladin. Tome 1, XO éditions, 2013, 416 p.  (ISBN 978-2-84563-579-1)
- 1191- Les Chevaliers du Graal. Tome 2, XO éditions, 2014, 330 p.  (ISBN 978-2-84563-580-7)

Aliénor
- 1204 - Aliénor, un dernier baiser avant le silence, XO éditions, 2015, 506 p.  (ISBN 978-2-84563-717-7)

#### Le Bal des louves
- 1500 - La Chambre maudite. Tome 1, XO éditions, 2003, 368 p.  (ISBN 978-2-84563-075-8)
- 1531 - La Vengeance d'Isabeau. Tome 2, XO éditions, 2003, 424 p.  (ISBN 978-2-84563-156-4)

#### Lady Pirate
- 1696 - Les Valets du roi. Tome 1, XO éditions, 2005, 400 p.  (ISBN 978-2-84563-196-0)
- La Parade des ombres. Tome 2, XO éditions, 2005, 493 p.  (ISBN 978-2-84563-229-5)[6]

#### La Légende des Hautes Terres
Le Chant des sorcières
- 1483 - Tome 1, XO éditions, 2008, 384 p.  (ISBN 978-2-84563-368-1)
- 1484 - Tome 2, XO éditions, 2008, 363 p.  (ISBN 978-2-84563-377-3)
- 1484 - Tome 3, XO éditions, 2009, 432 p.  (ISBN 978-2-84563-399-5)

La Reine de lumière
- Décembre 1500 - Elora. Tome 1, XO éditions, 2009, 368 p.  (ISBN 978-2-84563-442-8)
- Début XVIe - Terra Incognita. Tome 2, XO éditions, 2010, 442 p.  (ISBN 978-2-84563-443-5)

#### Les Lionnes de Venise
- 1627 - Tome 1, XO éditions, 2017, 352 p.  (ISBN 978-2-84563-853-2)
- 1631 - Tome 2, XO éditions, 2017, 512 p.  (ISBN 978-2-84563-964-5)

#### La Fille des Templiers
- 1314 - Tome 1, XO éditions, 2018, 384 p.  (ISBN 978-2-3744-8017-6)
- 1322 - Tome 2, XO éditions, 2018, 391 p.  (ISBN 978-2-3744-8018-3)

#### La Louve Cathare
- 1226 -  Tome 1, XO Éditions, 2020, 400 p.  (ISBN 978-2-3744-8184-5)
- 1229 -  Tome 2, XO Éditions, 2021, 368 p.  (ISBN 978-2-3744-8258-3)

#### Jeanne de Belleville
- XIVe - D'écume et de sang, XO Éditions, 2022, 362 p.  (ISBN 978-2-3744-8332-0)

#### Morgan des Brumes
- L'Épée du Pouvoir, XO Éditions, 2022, 326 p.  (ISBN 978-2-37448-330-6)

#### Margaux de Dente
- 1306 - Le Templier de l'ombre - Tome 1, XO Éditions, 2023, 368 p.  (ISBN 978-2-3744-8502-7)
- 1308 - Le Templier de l'ombre - Tome 2, XO Éditions, 2023, 368 p.  (ISBN 978-2-3744-8573-7)
- Le Secret de Margaux, 2024, 84 p.Mini-roman qui sert de lien entre le second tome du thriller Le Templier de l'Ombre et le premier de L'Or Maudit. Disponible uniquement en numérique.
- 1313 - L'Or maudit - Tome 1, XO Éditions, 2024, 326 p.  (ISBN 978-2-37448-656-7)
- XIVe - L'Or maudit - Tome 2, XO Éditions, 2024, 386 p.  (ISBN 978-2-3744-8703-8)

#### Hors cycle
- XIVe siècle - La Vengeance de Jeanne, Prima, 2005  (ISBN 978-2-906221-17-8)Inspirée de la véritable histoire de Jeanne de Clisson épouse d'Olivier de Clisson. Mini roman.
- 1494 - La Prisonnière du diable, XO Éditions, 2019, 416 p.  (ISBN 978-2-37448-129-6)
- 1763 - La Marquise de Sade. Chroniques libertines, XO Éditions, 2014, 208 p.  (ISBN 978-2-84563-716-0)
- mai 1756 - Le masque et la lame, XO Éditions, 2025  (ISBN 978-2374488943)

### Divers
Nouvelle
- Noël maudit in Le Pire des Noëls, éditions Le livre de poche (2024)

Recueil de pièces de théâtre destinées aux enfants
- Les Tréteaux de l'enfance, Elytis, 2004, 189 p.  (ISBN 978-2-914659-36-9)

Roman historique pour la jeunesse
- Le Secret de Léonard, XO éditions et Belin jeunesse, 2020  (ISBN 978-2-410-01821-9)

Bande dessinée
- Le lit d'Aliénor, illustré par Pierre Legein, Grrr...Art Éditions, XO Éditions, 2021-2024.